# Hope (álbum de Myrath)
Hope es el primer álbum de estudio de la banda tunecina de metal progresivo Myrath.

## Lista de canciones
| N.º | Título         | Duración |  |
| 1.  | «Intro»        | 2:06     |  |
| 2.  | «Confession»   | 6:37     |  |
| 3.  | «Hope»         | 8:53     |  |
| 4.  | «Last Breath»  | 4:24     |  |
| 5.  | «Seven Sins»   | 11:23    |  |
| 6.  | «Fade Away»    | 4:48     |  |
| 7.  | «All My Fears» | 5:12     |  |
| 8.  | «My Inner War» | 8:33     |  |

## Formación
- Malek Ben Arbia - guitarra
- Zaher Zorgati - voz
- Anis Jouini - bajo
- Elyes Bouchoucha - teclado, voz de apoyo
- Saif Louhibi - batería